# NGC 809
NGC 809 is een lensvormig sterrenstelsel in het sterrenbeeld Walvis. Het hemelobject werd op 1 november 1886 ontdekt door de Amerikaanse astronoom Lewis A. Swift.

## Synoniemen
- PGC 7889
- MCG -2-6-23